# Louis Straker

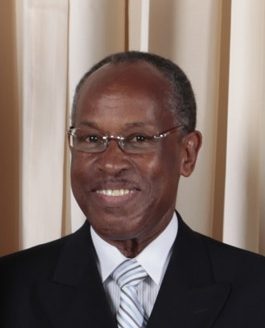
Sir Louis Straker, 2009

Sir Louis Hilton Straker KCMG (* 23. Februar 1944 in Layou, Distrikt St. Andrew, St. Vincent und die Grenadinen) ist ein Politiker aus St. Vincent und den Grenadinen. Er war Außenminister von 2001 bis 2010 (mit kurzer Unterbrechung 2005) und ist es erneut seit Dezember 2015.

## Biografie
Nach dem Besuch der Staatlichen Grundschule von Layou sowie der Emmanuel High School Kingstown, die er mit einem Senior Cambridge Certificate abschloss, war er für 18 Monate als Lehrer an der Staatlichen Grundschule von Layou tätig. Anschließend studierte er Politische Wissenschaften an der City University of New York (CUNY) und schloss dieses Studium mit einem Bachelor of Arts (B.A.) in Political Science ab. Ein anschließendes Postgraduiertenstudium der Betriebswirtschaftslehre an der Long Island University beendete er mit einem Master of Arts (M.A.) in Business Administration. Nach Abschluss des Studiums war er zwischen 1969 und 1994 Mitarbeiter der Chemical Bank of New York.
Nach seiner Rückkehr nach St. Vincent begann er 1994 seine politische Laufbahn mit der Wahl zum Abgeordneten des Parlaments (House of Assembly) als Kandidat der United Labour Party (ULP). Als Vertreter des Wahlkreises Central Leeward wurde er bei den allgemeinen Parlamentswahl 1998, im März 2001 sowie im Dezember 2005 jeweils wiedergewählt.
Nach dem Sieg der ULP bei den Wahlen im März 2001 wurde er am 1. April 2001 von Premierminister Ralph Gonsalves zum Stellvertretenden Premierminister ernannt. Zwischen April 2001 und Mai 2005 war er zugleich auch erstmals Minister für Auswärtige Angelegenheiten, Betriebe und Handel. 2002 nahm er am Weltgipfel für nachhaltige Entwicklung der Vereinten Nationen in Johannesburg teil. Dabei gehörte er zu den wenigen Regierungsvertretern, die sich offen enttäuscht über das Ergebnis des Gipfels äußerten. Dabei erinnerte er an die Szene zur Eröffnung des Staatschef-Treffens. Eine Kindergruppe hatte die Regierungen aufgefordert, nur Beschlüsse zu fassen, nach denen sie sich ruhigen Gewissens wieder nach Hause zu ihren eigenen Kindern begeben könnten. Angesichts der nur wenigen konkreten Maßnahmen, die in Johannesburg zum Klimaschutz und zur Armutsbekämpfung beschlossen worden seien, klagte Straker, habe er starke Zweifel, „ob ich mich bei meinen oder diesen Kindern wieder blicken lassen kann“.
Im Rahmen einer Kabinettsumbildung wurde er im Mai 2005 zum Minister für Verkehr, Bauwesen und Wohnungsbau ernannt.
Nach den Parlamentswahlen wurde er am 8. Dezember 2005 von Premierminister Gonsalves wiederum zum Minister für Auswärtige Angelegenheiten, Betriebe und Handel berufen.
In dieser Funktion ist er zugleich Mitglied des Büros des Rates für Auswärtige und Gemeinschaftsbeziehungen (COFCOR) der CARICOM sowie Mitglied der Gemeinsamen Parlamentarischen Versammlung der AKP-Staaten. Zugleich war er 2007 Vorsitzender des Ministerrates der CARICOM.
Für seine Verdienste wurde er 2006 von Königin Elisabeth II. zum Knight Commander des Order of St. Michael and St. George ernannt und trägt seither den Namenszusatz „Sir“.
Seit 14. Dezember 2015 ist er zum dritten Mal Außenminister von St. Vincent und den Grenadinen.